# 伊遠乃見橋
伊遠乃見橋（いをのみはし）は、富山県滑川市魚躬の上市川に架かる滑川市道滑川富山線（ふれあい通り）の橋である。

## 概要
- 左岸 - 富山県滑川市魚躬
- 右岸 - 富山県滑川市魚躬
- 全長 - 94.7 m[1]
- 幅員 - 14 m[1]
- 橋の構造 - コンクリート橋[1]
- 竣工 - 1986年5月16日[1]
- 事業費 - 2億7,740万円[1]

滑川市道の橋として、6年がかりで建設された。橋の名前の由来は、橋の所在地である魚躬の旧名『伊遠乃見』から。
両側に歩道がある2車線道路で、高欄はアルミ製で、格子状の欄柱に特殊処理を施し、太陽光線による光の反射で、山側に立山連峰、海側に波模様が浮き出る仕組みになっている。橋の両サイドには、バルコニーが4か所張り出しており、ベンチやフラワーポットも設けられている。

## 橋周辺の施設
- いをのみ公園
- フットボールセンター富山（北陸建工グループ アスリートフィールド）
- 大阪屋ショップ滑川店
- Vドラッグ滑川西店
- コメリハート&グリーン滑川魚躬店
- クスリのアオキうおのみ店